# Port lotniczy Funafuti
Port lotniczy Funafuti – jedyny port lotniczy Tuvalu, zlokalizowany na atolu Funafuti. Oferuje połączenia z fidżyjskimi aeroportami – Suwa i Nadi.

## Linie lotnicze i połączenia
- Air Fiji (Suwa)
- Fiji Airways (Nadi)